# Beriev A-50
Il Beriev A-50 (nome in codice NATO: Mainstay), è un velivolo di allarme e controllo aereo (AWACS), di fabbricazione sovietica prima e russa poi, sviluppato a partire dagli anni settanta dalla Beriev per sostituire il Tupolev Tu-126 ed entrato in servizio nel 1984 tra le file dell'aeronautica militare sovietica.
Progettato per svolgere missioni di posto comando, monitoraggio dello spazio aereo, intercettazione di comunicazioni e coordinamento di velivoli impegnati in missione di combattimento, è in grado di rilevare bersagli aerei fino a 230 km di distanza e navali non oltre i 400 km.
Distinguibile dall'Ilyushin Il-76 (velivolo dal quale è stato sviluppato) per via del vistoso radome caudale contenente un'antenna radar rotante, rappresenta l'equivalente russo dello statunitense Boeing E-3 Sentry.
Costantemente aggiornato nel corso della sua vita operativa, ne sono state sviluppate numerose varianti, la più recente delle quali è, in ordine cronologico, la A-50U a cui verranno aggiornate tutte le cellule A-50 ancora in condizioni di volo.
In servizio attivo presso le Forze Aerospaziali russe a tutto il 2023, verrà gradualmente sostituito dal più moderno Beriev A-100.

## Tecnica
L'equipaggio del velivolo è composto da 15 persone che analizzano i dati inviati dal Liana Surveillance Radar mediante l'imponente rotodome sulla fusoliera dal diametro di 9 metri. L'A-50 è in grado di coordinare fino a 10 velivoli ed è in grado di volare per un'autonomia di 4 ore a 1000 km dalla sua base con il peso massimo al decollo di 190 t. Il velivolo può essere rifornito in volo dall'aerocisterna Il-78

## Versioni
- A-50: versione base, entrata in servizio nel 1984
- A-50M:[3] versione aggiornata dell'A-50, dotata di sonda per il rifornimento in volo
- A-50U: versione aggiornata dell'A-50M, sviluppata a partire dal 2003 su specifiche del Ministero della Difesa russo
- Izdeliye-976 (SKIP): versione progettata per il supporto al lancio di missili da crociera Raduga Kh-55 (1 prototipo e 5 aerei convertiti)[4]
- Izdeliye-1076: versione per missioni speciali con funzionalità sconosciute[4]
- A-50I: Versione con radar israeliano progettato su specifiche per la Cina ma cancellato sotto la pressione degli USA[senza fonte]
- A-50 E/I: versione con motori Aviadvigatel PS-90A-76 e radar israeliano progettato su specifiche dell'Aeronautica Militare Indiana[5]
- KJ-2000: versione sviluppata dalla Cina a partire dall'A-50l

## Utilizzatori

### Presenti
Russia
- Voenno-vozdušnye sily

3 A-50 e 7 A-50U in servizio al dicembre 2021, sconosciuto il numero di esemplari immagazzinati. Tutti gli A-50 saranno aggiornati allo standard A-50U. Il settimo A-50U aggiornato è stato consegnato a dicembre 2021. Ulteriore esemplare di A-50U consegnato nel 2023
 India
- Bhāratīya Vāyu Senā

3 ordinati nel 2004 (consegne iniziate nel 2009 e terminate nel 2011), ulteriori 2 ordinati nel 2016.

### Passati
Unione Sovietica
- Voenno-vozdušnye sily
- Vojska protivovozdušnoj oborony SSSR